# غول.دي

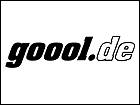
شعار غول.دي

كانت Goool.de علامة تجارية ألمانية لشركة Goool.de Sportswear GmbH، تبيع الملابس الرياضية والترفيهية والسلع الرياضية وأبرزها مجموعات الفرق. وهي شركة تابعة لنادي بوروسيا دورتموند .

## التأسيس والملكية
من عام 2000 إلى عام 2008 ، أنشأت بوروسيا دورتموند علامتها التجارية الخاصة من الملابس الرياضية للتنافس ضد عمالقة الصناعة مثل أديداس وبوما ونايك . هذه هي المحاولة الأولى والوحيدة لهذا النوع من قبل فرق الدوري الألماني.
تقوم الشركة، Goool.de، بتصنيع وبيع الملابس الرياضية (خاصة قمصان فريق كرة القدم ومجموعات التمرين) ، والقفازات، والكرات وغيرها من السلع الرياضية.
تم تأسيس Goool.de Sportswear GmbH ومقرها في دورتموند وبدأت المبيعات في 25 مايو 2000.
المدير العام ، ويلي كوهين (الذي كان يشغل آنذاك منصب رئيس التجارة) ومايكل ماير (المدير السابق للفريق الأول) يأملان في تحقيق إيرادات خارج عمليات الألعاب تصبح أكثر استقلالية عن النجاح الرياضي للفريق الأول. تم التخطيط للاكتتاب العام الأولي للشركة التابعة. 

## بيع العلامة التجارية
أثناء تجديد بوروسيا دورتموند المالية ، تم بيع العلامة التجارية "Goool.de" بمبلغ 20 مليون يورو لمجموعة Cologne Gerling Insurance Group في 20 سبتمبر 2000. تم إيداع أجزاء من بوروسيا التجارية كضمان كجزء من الصفقة. ثم تم تأجير حقوق العلامة التجارية إلى شركة بوروسيا دورتموند مقابل رسوم ترخيص سنوية قدرها 1.47 مليون يورو.

## الربحية
في موسم 2001/2002 ، وفقًا لتقرير صادر عن مجلة Kicker الرياضية، سجلت Goool.de مبيعات بلغت 4.9 مليون يورو وأرباح بلغت 110،600 يورو.  ومع ذلك ، فإن السنة المالية 2005/2006 انتهت بخسارة قدرها 1.3 مليون يورو. 
تعاقد فريق بوروسيا دورتموند مع Goool.de من 1 يوليو 2000 إلى 30 يونيو 2004. ومع ذلك، اعتبارًا من موسم 2004/2005 ، تم التعاقد مرة أخرى (كما في عام 1990 إلى يونيو 2000) مع شركة Nike ، وبعد ذلك كابا ثم بوما. 
كما قامت Goool.de بتجهيز أندية كرة القدم الأخرى بملابسها الرياضية. لكن هذه كانت في درجات الدوري الأدنى
بما في ذلك Viktoria Köln (سابقًا SCB Prussia Cologne) في دوري الأوبرليجا في 2002
وكيكرز أوفنباخ في دوري الدرجة الثانية و الأوبرليجا عام 1 يوليو 2004 إلى 30 يونيو 2008
ودينامو دريسدن في أوبرليجا الشمالية والدوري الألماني الدرجة الثانية من 1 يوليو 2002 إلى 30 يونيو 2005.
لفترة قصيرة ، زودت Goool.de أيضا معدات لهوكي الجليد والشباك . ارتدى الفريق الوطني الألماني للهوكي على الجليد ملابس خارج الملعب من goool.de بين أكتوبر 2003 ومايو 2005 ، كما تم تجهيز EHC Dortmund من قبل الشركة في 2006/2007. تم تجهيز اتحاد الشباك الألماني من خلال goool.de من 1 أبريل 2004 إلى 30 يوليو 2005.

## إيقاف العمل العمل
لم تتمكن الشركة أبدًا من تلبية التوقعات الأصلية للحصول على حصة سوقية دائمة وملموسة في صناعة الملابس الرياضية الألمانية. محاولة لإثبات نفسها في السوق منخفضة الميزانية ، لم تسفر عن أي نتائج كبيرة.
في عام 2006 ، قامت Goool.de Sportswear GmbH بإعادة شراء حقوق الاستاد التي أودعتها. 
توقفت العمليات التجارية لشركة Goool.de Sportswear GmbH، عن أي إنتاج وبيع الملابس الرياضية والترفيهية في 30 يونيو 2008.
في 13 يونيو 2008 ، تم تغيير اسم الشركة إلى BVB Stadion Holding GmbH على السجل التجاري.  النطاق الآن مهجور، www.goool.de.